# Livardo Alves
Livardo Alves (João Pessoa, 21 de setembro de 1936 — 16 de fevereiro de 2002, João Pessoa) foi um jornalista e compositor brasileiro.

## Biografia
Livardo Alves ficou imortalizado no cenário brasileiro por suas composições, entre elas a famosa marchinha carnavalesca Marcha da Cueca (Eu mato, eu mato / Quem roubou minha cueca / Pra fazer pano de prato…).
Suas canções foram gravadas por nomes consagrados do cenário musical, como Vital Farias, Zé Ramalho, Flávio José, Cátia de França, entre outros nomes consagrados. Morreu aos 66 anos. Livardo gravou dois CDs: Sol (com Parrá) e Malandro do Morro, e mais dois LPs.